# Рицгероде
Рицгероде (нем. Ritzgerode) — община в Германии, в земле Саксония-Анхальт, входит в район Мансфельд-Зюдгарц, и объединена в городском округе Мансфельд.
Население составляет 89 человек (на 31 декабря 2007 года). Занимает площадь 2,46 км².

## История
Первое упоминание о поселении относится к 1046 году.
6 марта 2009 года, после проведённых реформ, 14 коммун (включая Рицгероде) и город Мансфельд, были объединены в городской округ Мансфельд, а управление Виппер-Айне было упразднено.

## Галерея

Рицгероде на карте городского округа
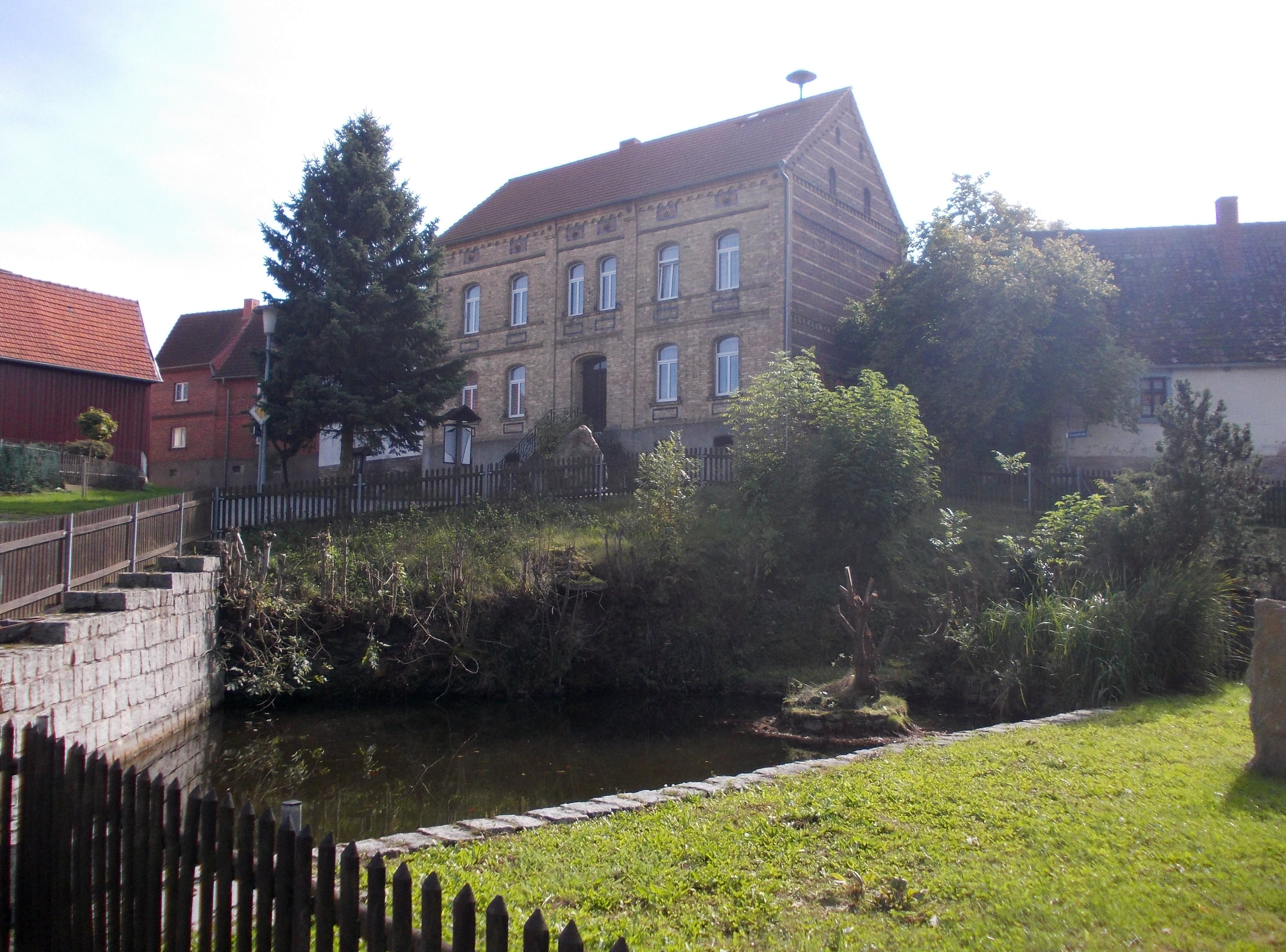
Пруд в Рицгероде
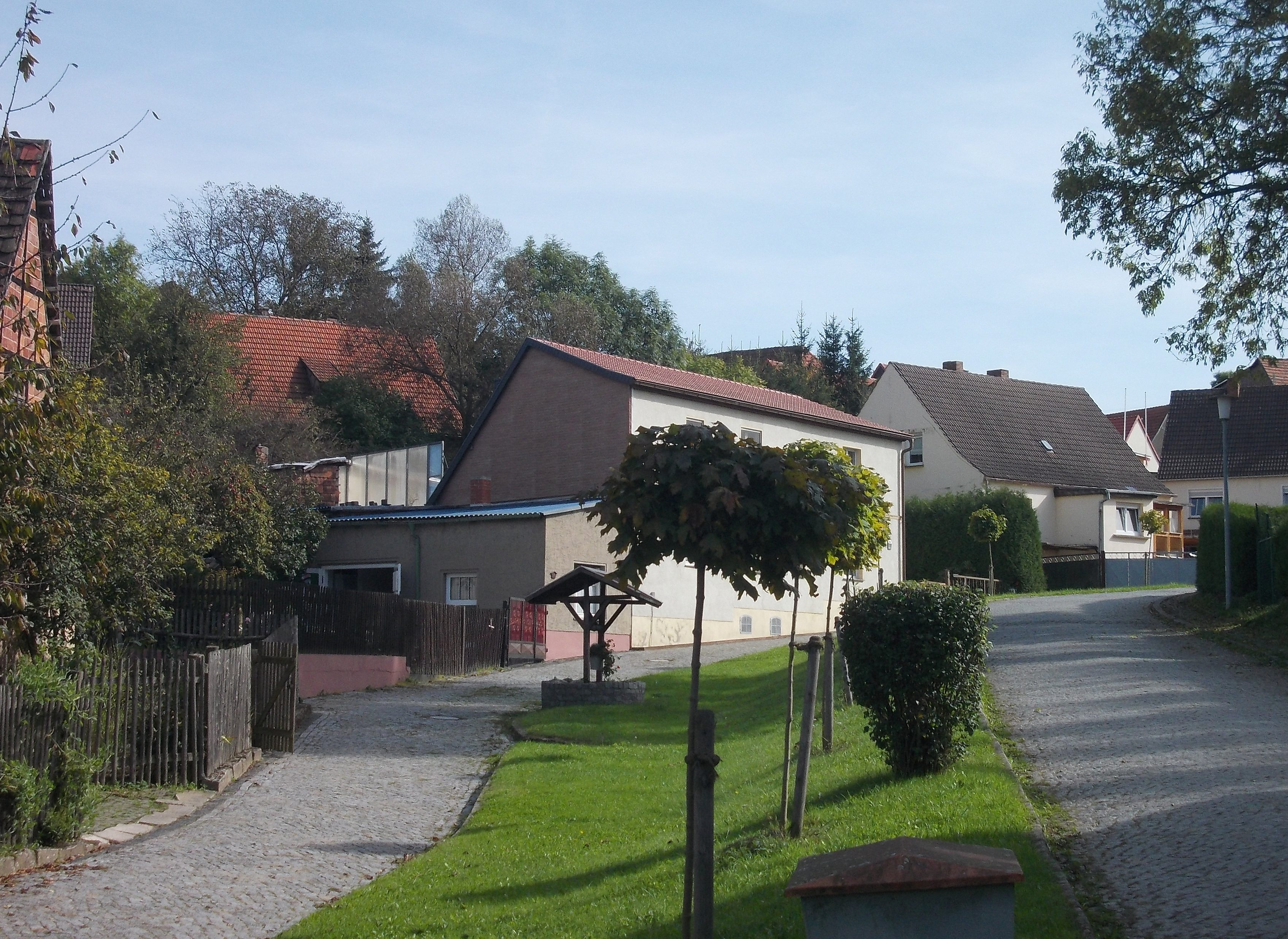
Айнетальштрассе
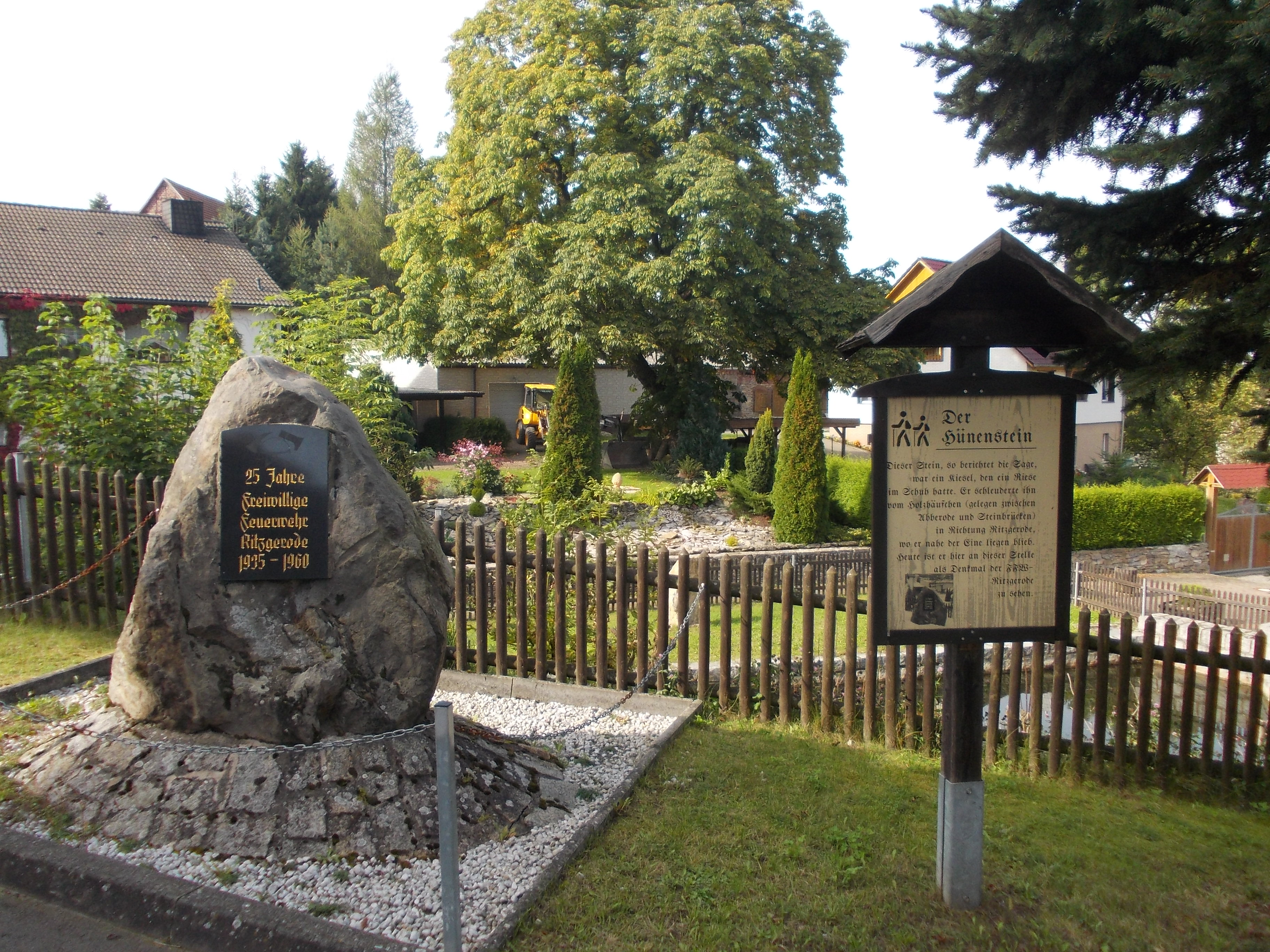
Памятный камень